# Neuhaus an der Pegnitz
Neuhaus an der Pegnitz est une commune de Bavière (Allemagne), située dans l'arrondissement du Pays-de-Nuremberg, dans le district de Moyenne-Franconie.

## Personnalités liées à la ville
- Hans Deinzer (1934-2020), musicien né à Rothenbruck.